# Elbait
Elbait, även kallas  litium-turmalin, ett natrium-, litium-, aluminiumborsilikat, med den kemiska sammansättningen Na(Li1.5Al1.5)Al6Si6O18(BO3)3(OH)4, är ett mineral som tillhör den sexledade turmalingruppen.
Som en ädelsten är elbaite en önskvärd medlem av turmalingruppen på grund av variationen och djupet i dess färger och kvaliteten på kristallerna. 

## Bildning
Elbait bildas i magmatiska och metamorfa bergarter och vener i samband med lepidolit, mikroklin och spodumen i granitpegmatiter; med andalusit och biotit i skiffer; och med molybdenit och kassiterit i massiva hydrotermiska ersättningsavlagringar.
Elbait är allokromatisk, vilket betyder att spårmängder av föroreningar kan färga kristaller, och det kan vara starkt pleokroiskt. Varje färg på regnbågen kan representeras av elbait, vissa uppvisar flerfärgad zonering. Mikroskopiska nålformade inneslutningar i vissa elbaitkristaller visar kattögoneffekt i polerade cabochoner.

## Förekomst

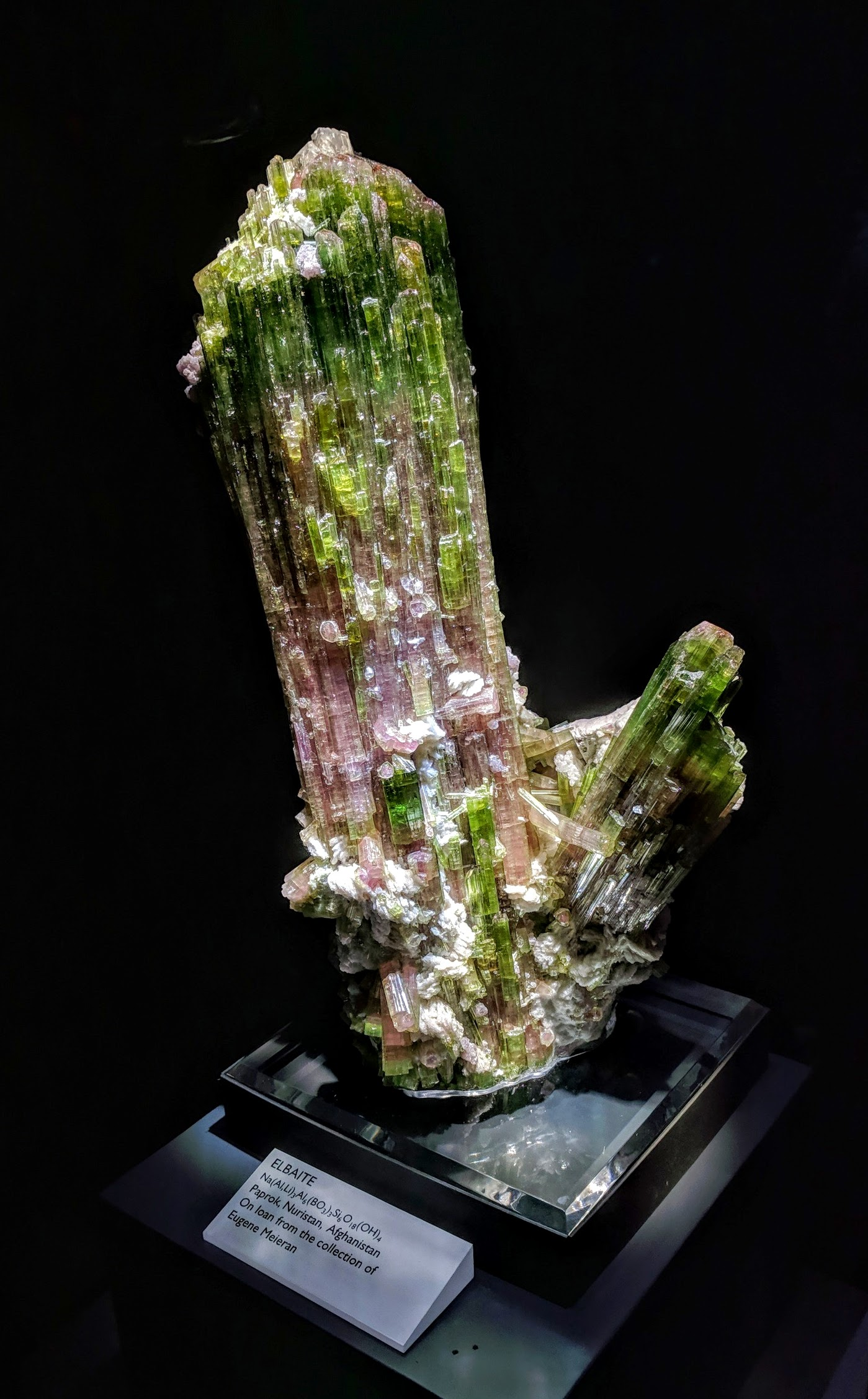
Elbaitprov vid Yale's Peabody Museum of Natural History

Ursprungligen upptäcktes elbait på ön Elba, Italien 1913, och har fått namnet efter fyndorten. Mineralet har sedan dess hittats i många delar av världen och 1994 upptäcktes en stor fyndighet i Kanada, vid O'Grady Lakes i Yukon. Det förekommer tillsammans med bergarten petalit. 
Elbait antas kunna ha ingått bland de tre mineralprover från Utö i Stockholms skärgård  som den svenske kemisten Johan August Arfwedson analyserade och där han 1817 för första gången i världen lyckades påvisa grundämnet litium.

## Varianter
- Färglös: achroit variant (från antikens grekiska άχρωμος (ákhrōmos) 'färglös')
- Röd eller rosa-röd: Rubellit-variant (från rubin)
- Ljusblå till blågrön: brasiliansk indikolitvariant (från indigo)
- Grön: Brasiliansk verdelit sort (från smaragd)
- Vattenmelonturmalin är en zonindelad sort med ett rödaktigt centrum omgivet av en grön yttre zon som liknar vattenmelonskal, uppenbar i tvärsnittsskivor av prismor, som ofta visar böjda sidor.

## Bildgalleri

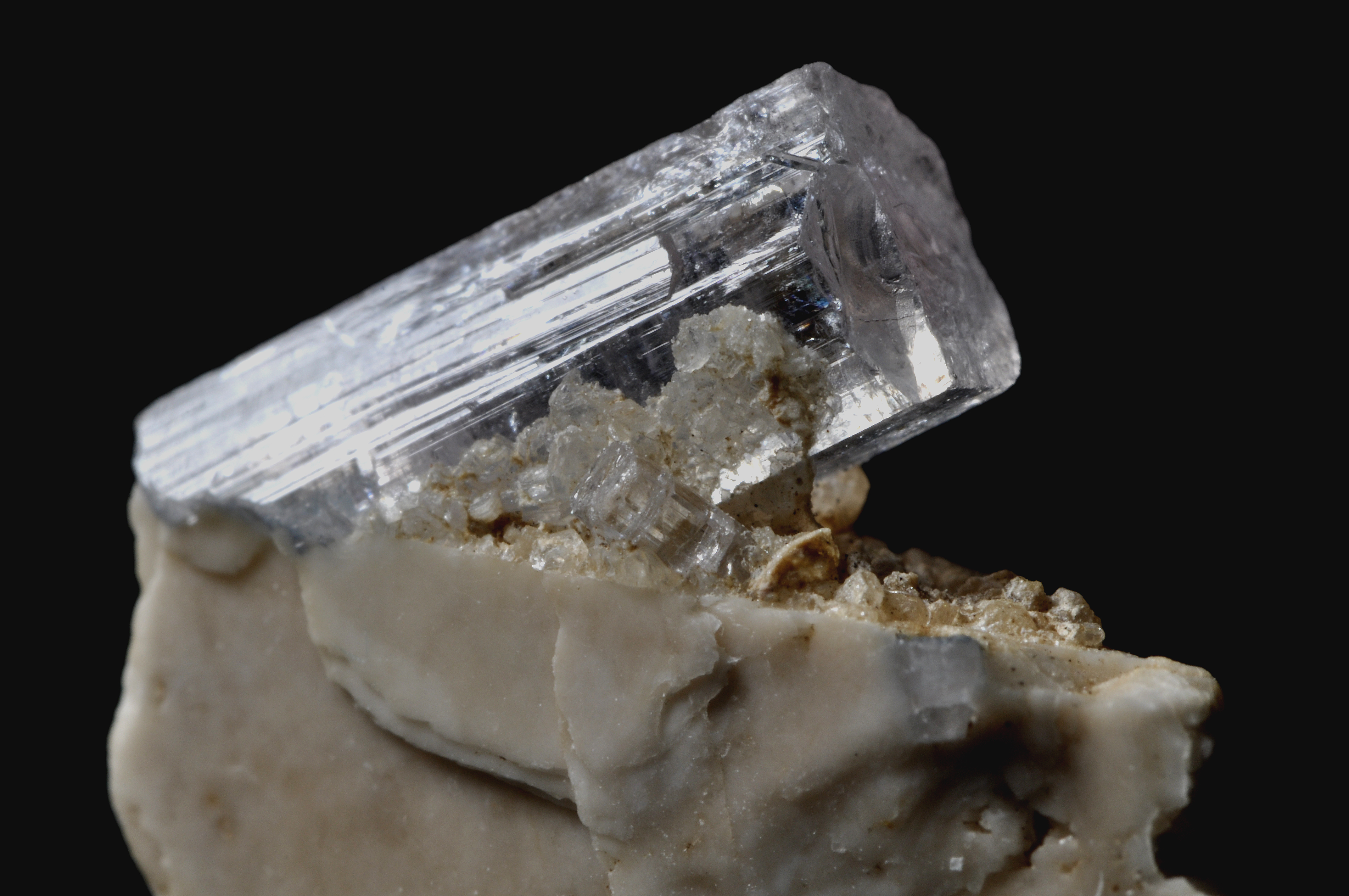
Achroit
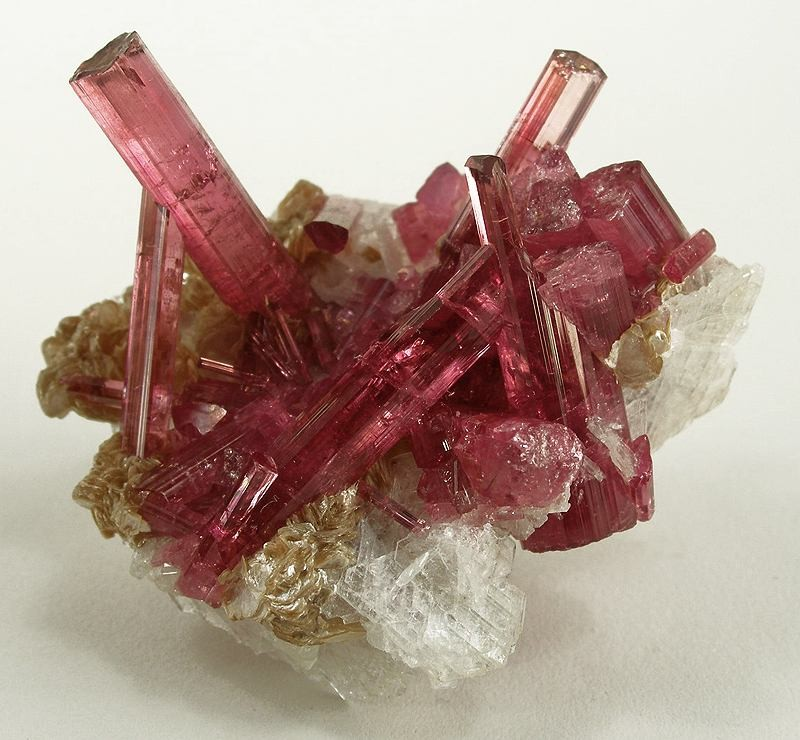
Rubellit
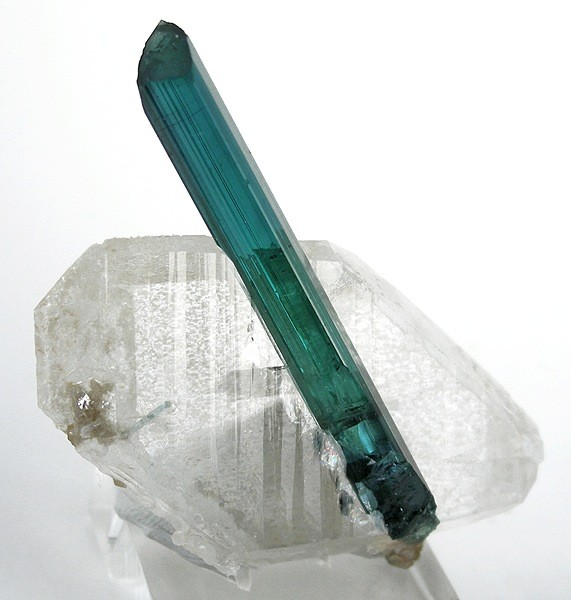
Indikolit
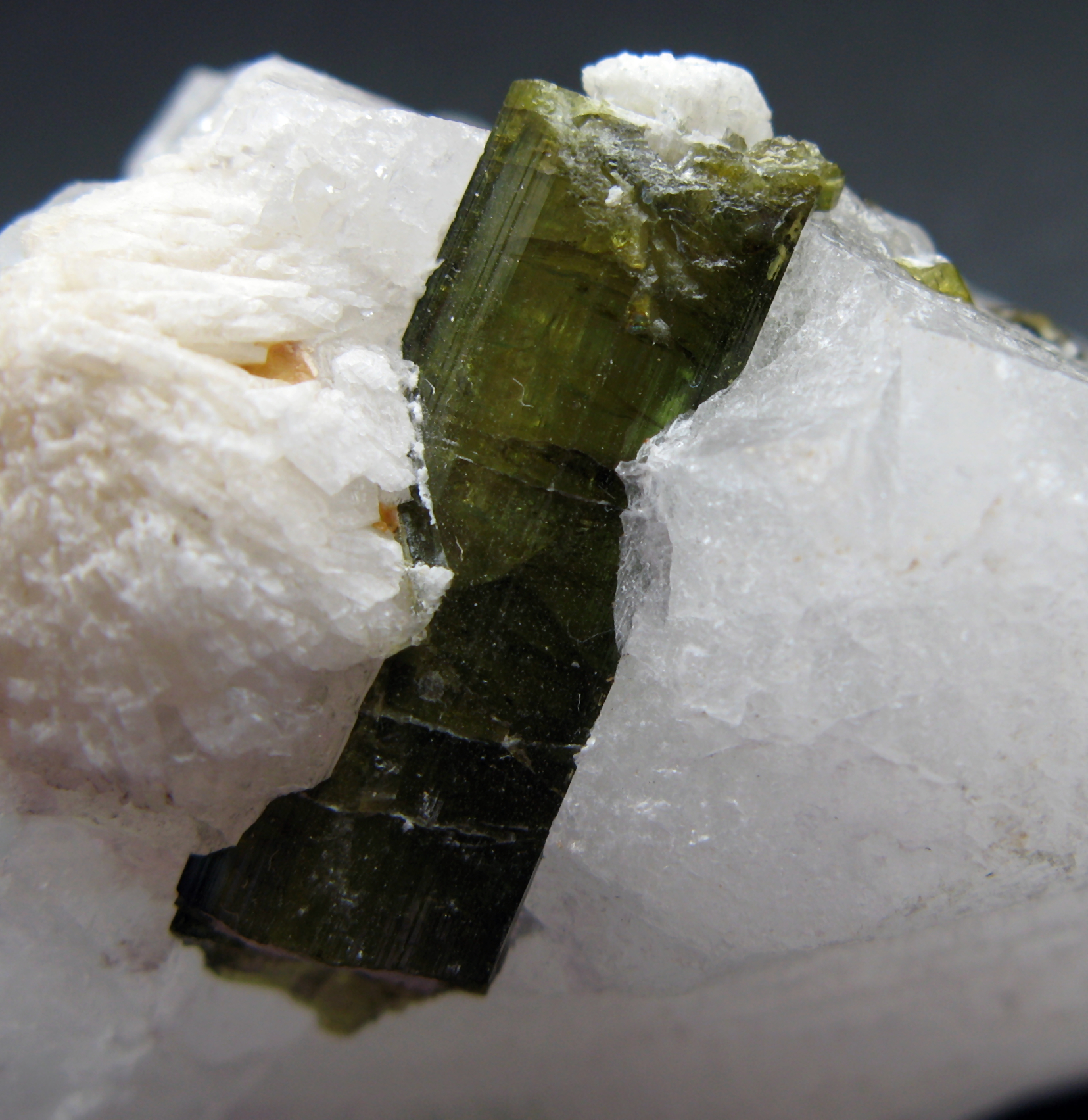
Verdelit
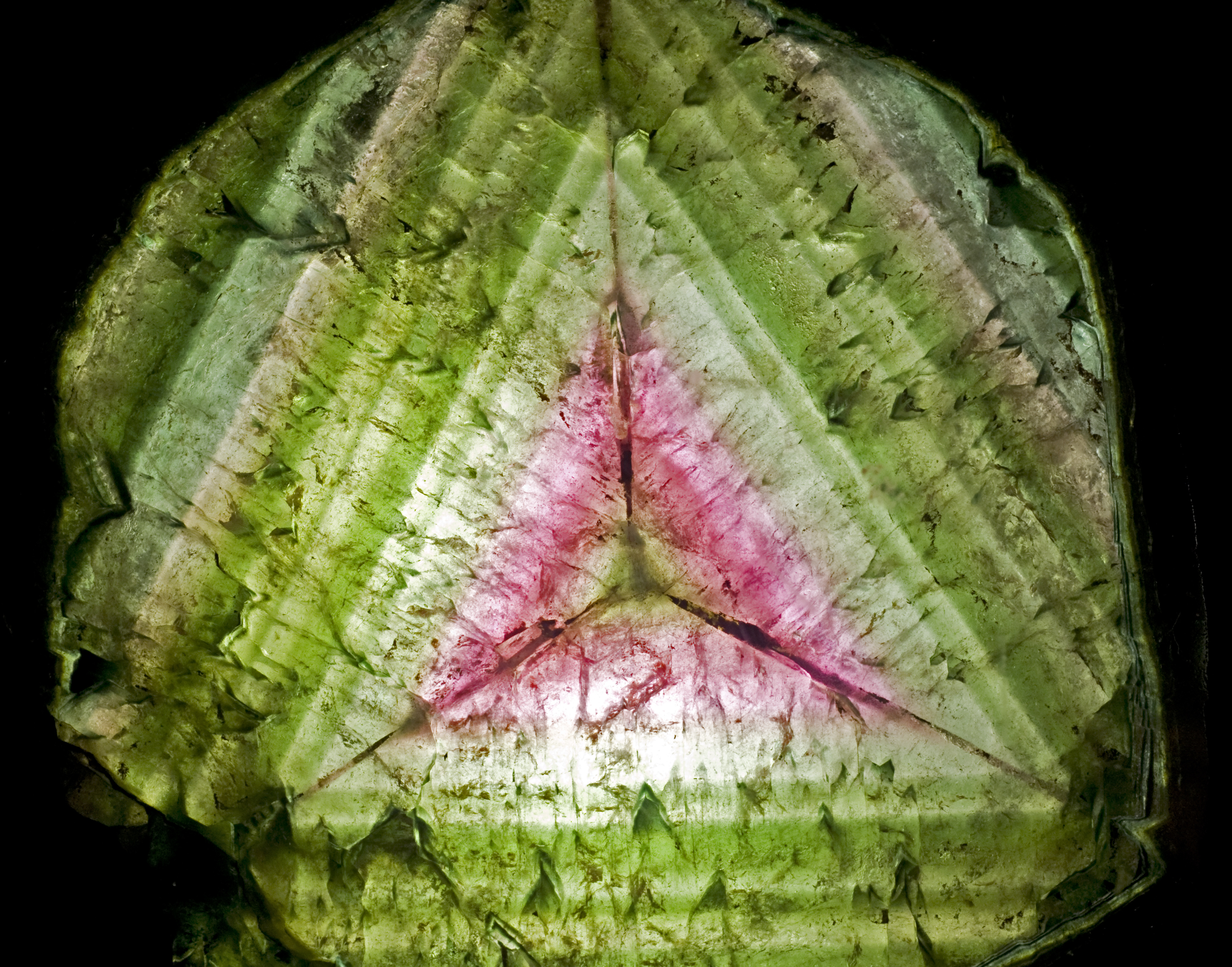
Vattenmelonturmalin